# Egerfarmos megállóhely
Egerfarmos megállóhely egy Heves vármegyei vasúti megállóhely Egerfarmos településen, a helyi önkormányzat üzemeltetésében. A falu belterületének délnyugati széle közelében helyezkedik el, közúti megközelítését a 3-as főútból Szihalomban kiágazó, és Mezőszemere, illetve Egerfarmos központján át egészen idáig húzódó 32 102-es számú mellékút biztosítja.

## Vasútvonalak
A megállóhelyet az alábbi vasútvonalak érintik:
- Debrecen–Füzesabony-vasútvonal

## Kapcsolódó állomások
A megállóhelyhez az alábbi állomások vannak a legközelebb:
- Kétútköz megállóhely (Debrecen–Füzesabony-vasútvonal)
- Mezőtárkány megállóhely (Debrecen–Füzesabony-vasútvonal)

## Forgalom
| Járat        | Útvonal | Gyakoriság |
| ------------ | --- | ---------- |
| személyvonat | Debrecen – Tócóvölgy – Kismacs – Macs Ipari Park mh. – Nagyhát – Balmazújváros – Kónya – Hortobágy – Hortobágyi Halastó – Ohat-Pusztakócs – Egyek – Tiszafüred – Poroszló – (Kétútköz –) Egerfarmos – Mezőtárkány – Füzesabony | 2 óránként |
| személyvonat | Egyek – Tiszafüred – Poroszló – Egerfarmos – Mezőtárkány – Füzesabony | Napi 2 pár |